# Ferdinand Hodler
Ferdinand Hodler (født 14. marts 1853 i Bern; død 19. maj 1918 i Genève) var en schweizisk maler.
Hodler begyndte 1868 sin maleruddannelse i Thun hos den tyske vedutmaler Ferdinand Sommer (1822-1901).
Senere slog han sig ned i Geneve og blev elev hos Barthélemy Menn. I en periode rejste han rundt i Europa, blandt andet Paris og Spanien 1877-79. 1881 var han tilbage i Geneve, hvor han lejede et atelier.
Hodler blev medlem af forskellige 'secessioner': Berlin, Wien, München(de) som bidrog til hans anerkendelse.
| - Nat og dag - Natten, 1889 Die Nacht - Dagen, 1900 Der Tag |

| - Selvportrætter - Studenten, selvportræt, 1874 Der Studierende Selbstbildnis - Selvportræt, 1891 - Selvportræt med opspilede øjne III, 1912 Selbstbildnis mit aufgerissenen Augen III, 1912 - Selvportræt, 1915 - Selvportræt med grøn kittel, 1917 |

| - Portrætter - Hélène Weiglé, 1888 - Augustine Dupin, ca. 1888 - Augustine Dupin og parrets søn Hector, 1889 - Berthe Jacques, 1894 - En døende Augustine Dupin, 1909 - Augustine Dupin, 1909 - Danseren Giulia Leonardi, 1910 Tänzerin Giulia Leonardi |

| - Valentine Godé-Darels død - La mort de Valentine Godé-Darel - Den syge kvinde med foldede hænder, 1914 La malade aux mains jointes - Kvalen, 1915 L'agonie - Valentine Godé-Darel i sygesengen, 1914 Valentine Godé-Darel im Krankenbett - På dødslejet, 1915 Sur le lit de mort |

| - Andre værker af Ferdinand Hodler - Den læsende, o. 1885 Le Lecteur - Pige ved vindueet, 1890 Fille à la fenêtre - Barndommen, 1893 Die Kindheit - Guillaume Tell, 1897 Guillaume Tell - Grebethed, 1900 Ergriffenheit - Følelsen, 1901 Le Sentiment - Sandheden II, 1903 Die Wahrheit, II - Blik ind i uendeligheden 1903-06 Vue vers l'infini - Waldbach nær Leissigen, 1904 Ruisseau dans la forêt de Leissingen - Genèvesøen og Mont Blanc-området med lyserøde skyer, 1910 Lac de Genève et chaîne du Mont-Blanc à l'aurore - Tyske studenter på vej til frihedskrigen 1813, 1908-09 Auszug der deutschen Studenten in den Freiheitskrieg 1813 - Bjergbæk nær Champéry (en), kanton Valais 1916 Ruisseau de montagne près de Champéry |

| - Einmütigkeit i Hodlersaal, Neues Rathaus Hannover - 'Enstemmighed' (også: 'Eden'), 1913 – Einmütigkeit (auch: Der Schwur) – højde: 475 cm – bredde: 1.517 cm |